# Cassius Dio
Cassius Dio hay Dio Cassius (/ˈkæʃəs ˈdiːoʊ/; k. 155–235) là chính khách và nhà sử học La Mã gốc Hy Lạp. Ông đã xuất bản 80 tập của bộ sử về thời La Mã cổ đại, bắt đầu từ khi Aeneas đặt chân lên đất Ý. Các tập sử liệu này đã cung cấp nguồn tư liệu tiếp theo về sự kiện sáng lập thành Roma (753 TCN), nền Cộng hòa hình thành (509 TCN), và Đế chế khai sinh (31 TCN), cho đến năm 229. Được viết bằng tiếng Hy Lạp cổ trong hơn 22 năm, Tác phẩm của Dio gói gọn khoảng 1.000 năm lịch sử. Nhiều cuốn trong số 80 quyển thuộc bộ sử của ông vẫn tồn tại đến nay tuy chỉ còn lại từng đoạn rời rạc, giúp đưa ra một góc nhìn chi tiết về lịch sử La Mã cho các học giả hiện đại tham khảo.

## Tiểu sử
Dio là con trai của Cassius Apronianus, Nguyên lão nghị viên, và ông được sinh ra và lớn lên tại Nicaea ở vùng Bithynia. Theo truyền thuyết Đông La Mã cho rằng mẹ của Dio chính là con gái hoặc em gái của nhà hùng biện và triết gia Hy Lạp Dio Chrysostom; tuy vậy, mối quan hệ này vẫn còn là điều gây tranh cãi. Lucius thường được nhận diện như là praenomen của Dio, nhưng trong một bi ký Makedonia, xuất bản vào năm 1970, để lộ ra hàng chữ viết tắt, "Cl.", có lẽ là Claudius. Dù cho Dio là một công dân La Mã, ông lại viết bằng tiếng Hy Lạp. Dio luôn luôn duy trì tình cảm dành cho quê hương thân yêu Nicaea, gọi đó là "nhà của mình".
Hồi trẻ Dio từng là một thành viên của công sở. Bản thân là nguyên lão nghị viên dưới thời Commodus và thống đốc tỉnh Smyrna từ sau cái chết của Septimius Severus; ông trở thành quyền chấp chính quan vào khoảng năm 205. Dio còn là Thái thú ở Châu Phi và Pannonia. Severus Alexander cực kỳ tôn kính Dio nên đã tái bổ nhiệm ông vào chức quan chấp chính, dù bản tính châm chọc của ông đã làm đội Cấm vệ quân nổi giận, khiến ông suýt nữa phải bỏ mạng nếu không nhờ hoàng đế can thiệp. Sau khi hết nhiệm kỳ chấp chính, vào những năm cuối đời, Dio quyết định trở về quê hương của mình và sống tại đây cho tới khi mất.
Dio chính là ông nội hoặc ông cố của Cassius Dio, quan chấp chính La Mã vào năm 291.

## Sử La Mã
Dio đã cho xuất bản quyển Sử La Mã (Ῥωμαϊκὴ Ἱστορία, Historia Romana), cả thảy gồm 80 cuốn, sau hai mươi hai năm nghiên cứu và lao động miệt mài. Bộ sách kể về lịch sử La Mã trong khoảng thời gian 1.400 năm, bắt đầu với sự xuất hiện của vị anh hùng huyền thoại Aeneas ở Ý (khoảng 1200 TCN), cho đến sự thành lập thành Roma nhuốm đầy màu sắc thần thoại (753 TCN); chúng cũng bao gồm các sự kiện lịch sử đến năm 229. Công trình này là một trong ba nguồn sử liệu La Mã nói về cuộc nổi dậy năm 60–61 dưới sự lãnh đạo của Boudica. Cho đến thế kỷ thứ nhất trước Công nguyên, Dio chỉ cung cấp một bản tóm lược các sự kiện; sau thời kỳ đó, tác phẩm của ông càng trở nên chi tiết hơn. Từ thời Commodus trở đi (trị vì 180–192), Dio rất thận trọng khi truyền đạt những sự kiện mà ông đã tận mắt chứng kiến.
Vào thế kỷ 21, những đoạn rời rạc của 36 tập đầu tiên, bao gồm cả phần đáng kể của cả hai Quyển 35 (về cuộc chiến tranh giữa Lucullus với vua Mithridates VI xứ Pontos) và 36 (về cuộc chiến với hải tặc và chuyến viễn chinh thảo phạt vua xứ Pontos của Pompey). Những tập tiếp theo, Quyển 37 đến 54, gần như đều trọn vẹn; chúng kể về giai đoạn từ năm 65 TCN đến 12 TCN, hoặc từ các chiến dịch phương Đông của Pompey và cái chết của vua Mithridates cho đến cái chết của Marcus Vipsanius Agrippa. Quyển 55 gồm một chỗ gián đoạn đáng kể, trong khi Quyển 56 đến 60 (kể về giai đoạn từ năm 9 đến 54) được hoàn thành và gồm các sự kiện từ những thất bại của Varus ở Đức cho đến cái chết của Claudius. Trong số 20 quyển tiếp theo của bộ sử này, chỉ còn lại những đoạn rời rạc và bản rút gọn ít ỏi của Ioannes Xiphilinus, một tu sĩ sống vào thế kỷ 11. Bản rút gọn của Xiphilinus, giờ vẫn còn tồn tại, khởi đầu từ Quyển 35 và tiếp tục cho đến cuối Quyển 80: đây là một thành quả rất mực công minh và đã được thực hiện theo lệnh của hoàng đế Mikhael VII Doukas. Quyển cuối cùng kể về giai đoạn từ năm 222 đến 229 (triều đại của Alexander Severus).
Những đoạn rời rạc của 36 tập đầu tiên, khi được thu thập lại, bao gồm bốn loại:
1. Fragmenta Valesiana: tàn dư này được phân tán khắp nhà văn, nhà bình giải, nhà văn phạm và nhà từ điển học, được Henri Valois thu thập.
2. Fragmenta Peiresciana: trích đoạn lớn nhất, được tìm thấy trong phần lời tựa "Về đức hạnh và thói hư tật xấu" có trong bộ sưu tập hay thư viện lưu động, được biên soạn theo lệnh của hoàng đế Konstantinos VII Porphyrogennetos. Bản thảo này thuộc về Nicolas-Claude Fabri de Peiresc.
3. Những đoạn rời rạc của 34 tập đầu tiên, được lưu giữ trong phần thứ hai của cùng một tác phẩm của Konstantinos, nhan đề “Về các đại sứ quán.” Chúng được biết đến dưới cái tênFragmenta Ursiniana, vì bản thảo có đoạn văn đấy được Fulvio Orsini tìm thấy ở Sicilia.
4. Excerpta Vaticana của Angelo Mai: Gồm những đoạn rời rạc của quyển 1 đến 35 và 61 đến 80. Ngoài ra, số đoạn văn này là của một người kế tục Dio viết tiếp (Anonymus post Dionem), thường được xác định là nhà sử học thế kỷ 6, Petros Patrikios, bao gồm cả những niên đại từ thời kỳ trị vì của Constantinus. Những đoạn rời rạc khác từ Dio chủ yếu có liên quan đến 34 cuốn đầu tiên được Mai phát hiện trong khai văn khố MSS của Vatican; gồm một bộ sưu tập đã được Maximus Planudes biên soạn. Bộ biên niên sử của Ioannes Zonaras cũng chứa nhiều đoạn trích lấy từ trong tác phẩm của Dio.

## Văn phong
Dio đã cố gắng phỏng theo bút pháp của Thucydides. Văn phong của Dio có vẻ như không có những sai sót nào làm ảnh hưởng đến nguyên văn, dù đa phần bộ sử đều tràn ngập kiểu cách tiếng Latinh. Tác phẩm của Dio đã được củng cố bằng hàng loạt tình cảnh cá nhân mà ông có thể quan sát các sự kiện quan trọng của Đế chế ở ngôi thứ nhất, hoặc tiếp xúc trực tiếp với các nhân vật chủ chốt có liên quan.